# Andreas Bienert

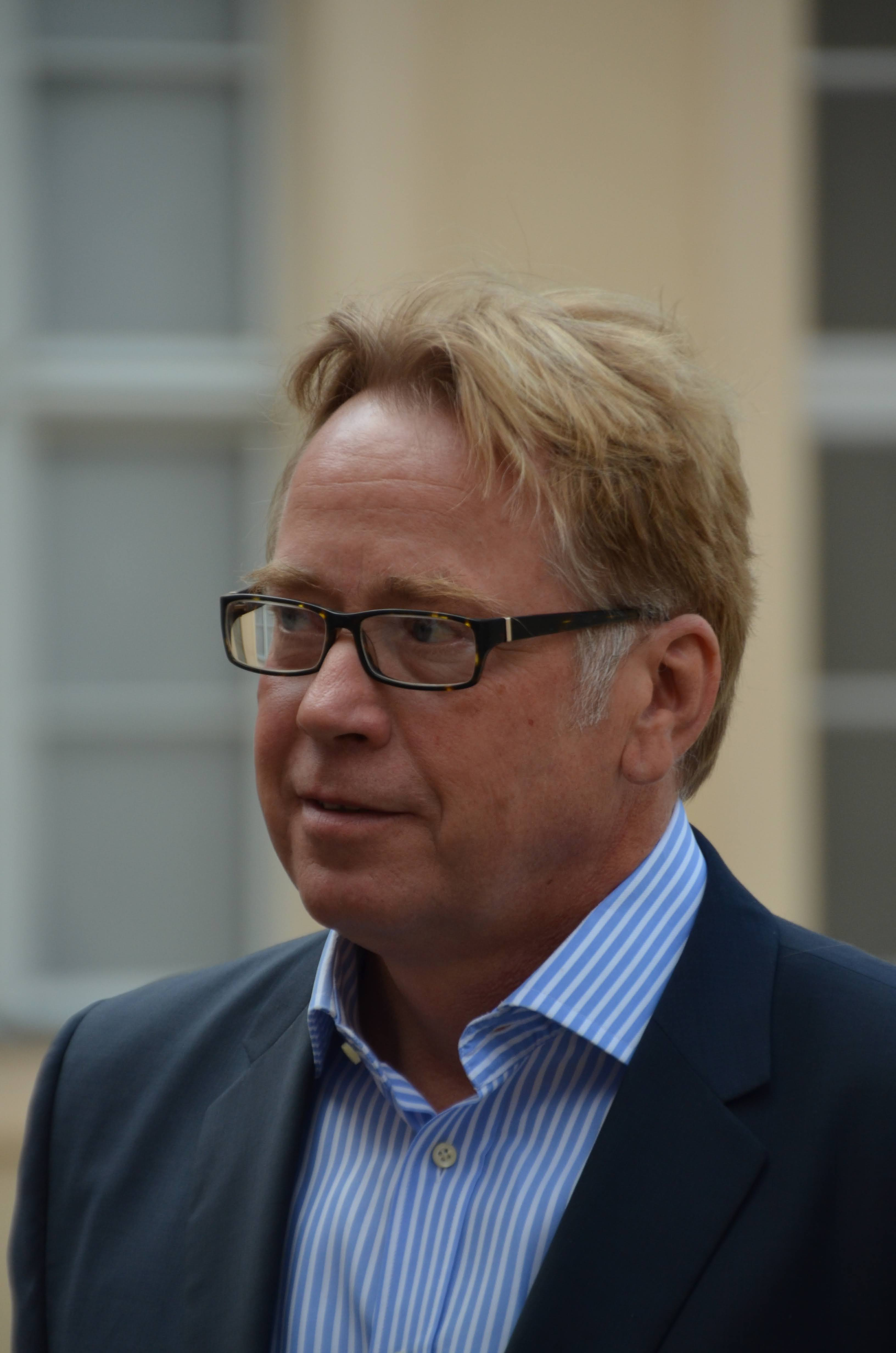
Andreas Bienert, 2012

Andreas Bienert (* 1957 in Bielefeld) ist ein deutscher Kunsthistoriker.

## Leben
Nach dem Studium der Kunstgeschichte, Linguistik und der Literaturwissenschaft in Marburg und München war Andreas Bienert zunächst freier Mitarbeiter bei mehreren Ausstellungs- und Dokumentationsprojekten.
1993 wurde er Fachreferent für die Museen europäischer Kunst in der Generaldirektion der Staatlichen Museen zu Berlin und 2000 zusätzlich stellvertretender Abteilungsleiter der Informations- und Kommunikationstechnik. Seit dem Sommersemester 1997 war Bienert Lehrbeauftragter im Studiengang Kulturarbeit, Bereich Medientheorie und Praxis, an der Fachhochschule Potsdam. Im Juni 2017 wurde er gemeinsam mit Knut Andreas zum Honorarprofessor berufen und ist für die Lehrbereiche Kunstgeschichte und Digital Humanities verantwortlich.
Er ist Mitglied im Verein cultrans e.V. Cultural transfers und im Arbeitskreis Graphik vernetzt von arthistoricum.net.

## Leistungen
Am Deutschen Dokumentationszentrum für Kunstgeschichte arbeitete Andreas Bienert von 1987 bis 1989 in der elektronischen Bildredaktion zum Marburger Index und war dann maßgeblich an medientechnischen Projekten wie dem Digitalen Informationssystem zur Kunst- und Sozialgeschichte (DISKUS) beteiligt. Dies war die Grundlage für seine europaweit anerkannte Kompetenz auf dem Gebiet der Entwicklung von Informationssystemen in Museen, Archiven und Galerien. In mehreren europäischen Projekten und Forschungskooperationen konnte er diese Erfahrungen nutzen und erweitern.
Ab 1989 baute er den digitalen Katalog der Sammlungsbestände des Kunstkredits Basel-Stadt auf, wurde 1992 an der Universität Marburg mit einer ikonologischen Studie zur Geschichte der Gefängnisarchitektur promoviert und war 1992 bis 1993 Projektleiter der EDV-gestützten Dokumentation am Kunstmuseum Basel.
Als Fachreferent und stellvertretender Abteilungsleiter der Informations- und Kommunikationstechnik in der Generaldirektion der Staatlichen Museen zu Berlin war Bienert für die Einführung und optimale Ausgestaltung der digitalen Dokumentation in der größten Museumsorganisation Deutschlands verantwortlich. Mit dem Gesamtverzeichnis der Gemälde und Skulpturen der Nationalgalerie und der CD-ROM Verführungen für eine interaktive Reise durch 31 Jahre Plakatgeschichte konzipierte er die ersten digitalen Produkte der Staatlichen Museen zu Berlin. Auch für die Konzeption des Joseph Beuys Medien-Archivs im Hamburger Bahnhof war er verantwortlich.
Andreas Bienert koordinierte von 1999 bis 2002 das von der Europäischen Kommission geförderte Projekt der Rekonstruktion der heute weit verstreuten Sammlung von Benedetto Giustiniani. The Giustiniani Collection in an Virtual Environment (GIOVE) beschritt mit dieser digitalen Wiederherstellung von Zusammenhängen zwischen Objekten, Personen und Ereignissen einen neuen Weg für museale Sammlungen.
Von 2010 bis 2014 konzipierte und leitete er in Zusammenarbeit mit Wim de Wit die Digitalisierung des Briefwechsels von Erich und Luise Mendelsohn für das internationale Kooperationsprojekt Erich Mendelsohn-Archive der Kunstbibliothek mit dem Getty Research Institute, in dem auch der Standard der Text Encoding Initiative in den Staatlichen Museen zu Berlin etabliert wurde.
2018 übernahm Bienert die Leitung des von der Beauftragten der Bundesregierung für Kultur und Medien geförderten „Zentrums für digitale Kulturgüter in Museen“, das als Teil des Konsortiums NFDI4Culture am Aufbau der nationalen Forschungsdateninfrastruktur beteiligt ist, die 3D-Digitalisierung für den Kulturgutschutz nutzt und gleichzeitig zu den Projekten der Staatlichen Museen zu Berlin mit Open-Science-Bezug gehört.
Ab 1996 war Andreas Bienert Mitveranstalter und ist seit 2003 Chairman der Konferenz EVA-Berlin: elektronische Medien & Kunst, Kultur und Historie, die zur internationalen und interdisziplinären Konferenzreihe EVA Conferences: Electronic Visualisation and the Arts gehört. Er ist außerdem Mitherausgeber der jährlich erscheinenden Konferenzbände.